# Asynarchus amurensis
Asynarchus amurensis är en nattsländeart som först beskrevs av Georg Ulmer 1905.  Asynarchus amurensis ingår i släktet Asynarchus och familjen husmasknattsländor. Inga underarter finns listade i Catalogue of Life.